# Tuapse
Tuapse (ru. Туапсе) este un oraș din regiunea Krasnodar, Federația Rusă. Are o populație de cca 65 mii de locuitori. Este centru administrativ al raionului omonim și o importantă stațiune balneară pe țărmul caucazian al Mării Negre.

## Geografie

### Climat
| Date climatice pentru Tuapse | Date climatice pentru Tuapse | Date climatice pentru Tuapse | Date climatice pentru Tuapse | Date climatice pentru Tuapse | Date climatice pentru Tuapse | Date climatice pentru Tuapse | Date climatice pentru Tuapse | Date climatice pentru Tuapse | Date climatice pentru Tuapse | Date climatice pentru Tuapse | Date climatice pentru Tuapse | Date climatice pentru Tuapse | Date climatice pentru Tuapse |
| Luna                         | Ian                          | Feb                          | Mar                          | Apr                          | Mai                          | Iun                          | Iul                          | Aug                          | Sep                          | Oct                          | Nov                          | Dec                          | Anual                        |
| ---------------------------- | ---------------------------- | ---------------------------- | ---------------------------- | ---------------------------- | ---------------------------- | ---------------------------- | ---------------------------- | ---------------------------- | ---------------------------- | ---------------------------- | ---------------------------- | ---------------------------- | ---------------------------- |
| Maxima medie °C (°F)         | 8.4 (47,1)                   | 8.9 (48)                     | 11.8 (53,2)                  | 16.6 (61,9)                  | 21.3 (70,3)                  | 25.3 (77,5)                  | 28.7 (83,7)                  | 29.3 (84,7)                  | 25.3 (77,5)                  | 20.2 (68,4)                  | 14.4 (57,9)                  | 10.3 (50,5)                  | 18,4 (65,1)                  |
| Media zilnică °C (°F)        | 5.5 (41,9)                   | 5.6 (42,1)                   | 8.3 (46,9)                   | 12.8 (55)                    | 17.1 (62,8)                  | 21.2 (70,2)                  | 24.3 (75,7)                  | 24.7 (76,5)                  | 20.7 (69,3)                  | 15.9 (60,6)                  | 10.8 (51,4)                  | 7.3 (45,1)                   | 14,5 (58,1)                  |
| Minima medie °C (°F)         | 2.7 (36,9)                   | 2.4 (36,3)                   | 4.8 (40,6)                   | 8.9 (48)                     | 12.9 (55,2)                  | 17.0 (62,6)                  | 20.0 (68)                    | 20.0 (68)                    | 16.0 (60,8)                  | 11.5 (52,7)                  | 7.2 (45)                     | 4.2 (39,6)                   | 10,6 (51,1)                  |
| Minima istorică °C (°F)      | −16.8 (1,8)                  | −13.3 (8,1)                  | −8 (17,6)                    | −4.2 (24,4)                  | 2.3 (36,1)                   | 8.8 (47,8)                   | 12.6 (54,7)                  | 10.2 (50,4)                  | 6.6 (43,9)                   | −0.1 (31,8)                  | −9.1 (15,6)                  | −11.8 (10,8)                 | −16,8 (1,8)                  |
| Precipitații mm (inches)     | 161.1 (6.343)                | 120.6 (4.748)                | 107.8 (4.244)                | 92.6 (3.646)                 | 93.4 (3.677)                 | 88.3 (3.476)                 | 90.0 (3.543)                 | 95.6 (3.764)                 | 121.6 (4.787)                | 123.8 (4.874)                | 158.6 (6.244)                | 174.7 (6.878)                | 1.428,1 (56,224)             |
| Sursă: Погода Туапсе         |                              |                              |                              |                              |                              |                              |                              |                              |                              |                              |                              |                              |                              |